# Zobaczymy się w niedzielę
Zobaczymy się w niedzielę – polski film obyczajowy z 1959 roku w reżyserii Stanisława Lenartowicza.

## Główne role
- Stanisław Gronkowski – kapral Kwiatek
- Ryszard Wojtyłło – szeregowy Piotr Sawicki
- Aleksander Fogiel – taksówkarz Roman
- Jadwiga Chojnacka – Gawrakowa, matka Bronki
- Barbara Horawianka – Wanda
- Ryszard Pietruski – strażak Felek
- Halina Buyno – Gienia, żona Romana
- Lena Wilczyńska – Szczucka, matka Baśki
- Elżbieta Kępińska – Bronka Gawrakówna, bileterka w Hali Ludowej
- Mieczysław Stoor – Waldek, przywódca bandy
- Władysław Hermanowicz – Markowski
- Anna Czapnikówna – Baśka, przyjaciółka Wandy
- Danuta Starczewska – Elka, dziewczyna Waldka